# 崔猷
崔 猷（さい ゆう、? - 584年）は、中国の北魏末から隋初にかけての人物。字は宣猷。本貫は博陵郡安平県。

## 経歴
崔孝芬の子として生まれた。若くして学問を好んだ。員外散騎侍郎を初任とし、大行台郎中を兼ねた。まもなく吏部尚書の李神儁の推薦を受けて、通直散騎侍郎の位を受け、尚書駕部郎中をつとめた。531年（普泰元年）、征虜将軍・司徒従事中郎に任じられた。534年（永熙3年）、孝武帝が西遷すると、父の崔孝芬が高歓に処刑され、一家の財産を没収されたため、崔猷は間道を通って関中に入った。孝武帝に謁見して、本官のまま奏門下事をつとめた。
535年（大統元年）、西魏が建国されると、給事黄門侍郎を兼ね、平原県伯に封じられた。536年（大統2年）、正式に黄門侍郎となり、中軍将軍の位を受けた。宇文泰の下で従軍して、弘農奪回や沙苑の戦いでは、本官のまま軍中の書記をつとめた。539年（大統5年）、司徒左長史に任じられ、驃騎将軍の位を受けた。546年（大統12年）、大都督・驃騎将軍・析州刺史に任じられ、車騎大将軍・儀同三司の位を加えられた。
548年（大統14年）、侯景が西魏につくと、行台の王思政が河南に派遣された。王思政は行台の治所を襄城から潁川に移したいむね、宇文泰に上申した。崔猷は、襄城は洛陽に近い要地で情勢に対応しやすいのに比べて、潁川は敵地に近く危険すぎるとして反対した。宇文泰は崔猷の意見に従うよう命じたが、王思政が西魏の朝廷にも根回しして再び上申したため、宇文泰は潁川への移鎮を許した。潁川の失陥の後、宇文泰はこの判断を深く悔やんだ。550年（大統16年）、病のために職を退いた。西魏が東征を決めると、宇文泰は崔猷に馬輿を与えて従軍を命じ、軍中の議論に参加させた。551年（大統17年）、侍中・驃騎大将軍・開府儀同三司・定州大中正に進み、宇文氏の姓を賜った。
554年（恭帝元年）、梁漢の旧路の道幅を拡張する工事を指揮し、山谷を開鑿すること500里あまり、梁州にいたる道路を整備した。都督梁利等十二州白馬儻城二防諸軍事・梁州刺史に任じられた。556年（恭帝3年）、宇文泰が死去すると、始州・利州・沙州・興州などの諸州で兵乱が起こり、また信州・合州・開州・楚州でも反乱があったが、ただ梁州の領内だけが平穏であった。利州刺史の崔謙が援軍を求めてきたため、崔猷は兵6000を率いて救援におもむいた。また信州の食糧が尽きたため、崔猷は米4000斛を送った。崔猷の爵位は固安県公に進んだ。崔猷は宇文護に重用され、宇文護は崔猷の三女を養女として、富平公主に封じた。
557年（明帝元年）、北周の明帝が即位すると、召還されて御正中大夫の位を受けた。ときに北周は周礼にのっとって君主を天王と称し、年号を建てていなかったが、崔猷は秦や漢の礼に従って君主を皇帝と称し、年号を建てるよう建言した。朝議は崔猷の進言に従った。560年（武成2年）、御正中大夫のまま司会中大夫の位を受けた。561年（保定元年）、総管梁利開等十四州白馬儻城二防諸軍事・梁州刺史に任じられた。まもなく再び司会中大夫となった。
567年（天和2年）、南朝陳の将軍の華皎が北周に帰順すると、宇文護が南征の議論を興した。北周の公卿たちは異論を唱えるものもなかったが、崔猷はひとり名分の立たない戦争に反対した。宇文護は聞き入れずに出兵し、水軍が敗れて、裨将の元定らを江南で失った。
575年（建徳4年）、同州司会として出向した。577年（建徳6年）、召還されて小司徒となり、上開府儀同大将軍の位を加えられた。581年（開皇元年）、隋の文帝が即位すると、大将軍の位を受け、爵位は汲郡公に進んだ。584年（開皇4年）、死去した。諡は明といった。
子に崔仲方があった。

## 伝記資料
- 『周書』巻35 列伝第27
- 『北史』巻32 列伝第20